# Lenguas polinesias nucleares
Las lenguas polinesias nucleares son un subgrupo de las lenguas polinesias . Derivan del proto-polinesio y se diferencian de las lenguas tónguicas, que se desarrollaron antes que el resto de las lenguas polinesias. Se agrupan en torno a estas lenguas un total de 36 idiomas. 

## Clasificación
En 2000, Jeffrey Marck clasificó las siguientes lenguas entre las lenguas polinesias nucleares, de las que destaca un grupo proto-eliceano (las islas Elice son el antiguo nombre de Tuvalu).
La clasificación de Marck contrasta con la tradicionalmente aceptada lista por Pawley y Green. Este último clasificó las lenguas polinesias nucleares en dos grupos: por un lado las lenguas samoicas aisladas y por el otro las lenguas polinesias orientales. Este grupo samoico es cuestionado por Marck, quien cree que varias lenguas del grupo nuclear no pueden clasificarse con mayor precisión debido a la falta de datos.
La lingüista Claire Moyse-Faurie señala que el futuniano parece ser la lengua polinesia más conservadora, habiendo conservado intactas todas las consonantes del proto-polinesio nuclear.